# Колица
Колица представљају врсту возила са једним или више точкова за транспорт ствари или људи. Колица се крећу помоћу људи који их гурају или животиња (обично коња) који их вуку.